# Fakulta aplikované informatiky Univerzity Tomáše Bati ve Zlíně
Fakulta aplikované informatiky (FAI) Univerzity Tomáše Bati ve Zlíně (UTB) je jedna z šesti fakult této vysoké školy. Sídlí v místní městské části Jižní svahy. Fakulta vznikla v roce 2006 oddělením tehdejšího Institutu řízení procesů a aplikované informatiky od Fakulty technologické UTB.
Fakulta je v oblasti vědeckovýzkumné činnosti aktivní v mezinárodním, národním i regionálním měřítku. Podílí se na řešení řady vědeckovýzkumných projektů národních i mezinárodních grantových agentur. FAI je spolupracujícím pracovištěm v rámci Výzkumného centra – Centrum aplikované kybernetiky. V roce 2011 byl začleněn do struktury fakulty nový výzkumný ústav CEBIA-Tech, na který fakulta získala dotaci 174 milionů korun.
Od roku 2022 je jejím děkanem docent automatizovaného řízení Jiří Vojtěšek.

## Historie
Základy pro vznik Fakulty aplikované informatiky jsou datovány od 1. září 1986, kdy při Fakultě technologické nově vznikla Katedra automatizace a řídící techniky. Tato katedra se v roce 1999 přejmenovala na Ústav automatizace a řídící techniky, který následně v prosinci 2000 ukončil svoji více než čtrnáctiletou činnost a 1. ledna 2001 byl vytvořen Institut informačních technologií (IIT). V první polovině roku 2004 došlo na návrh děkana Fakulty technologické k restrukturalizaci a přejmenování Institutu informačních technologií. V rámci nového Institutu řízení procesů a aplikované informatiky (IŘPI) byly vytvořeny čtyři ústavy a to Ústav řízení procesů, Ústav automatizace a řídicí techniky, Ústav elektrotechniky a měření a Ústav aplikované informatiky. Tím byly vytvořeny předpoklady pro vznik nové fakulty v rámci Univerzity Tomáše Bati ve Zlíně.
Samotná Fakulta aplikované informatiky (FAI) tak vzniká dne 1. ledna 2006 jako čtvrtá samostatná fakulta UTB ve Zlíně. Stalo se tak transformací (dnes již bývalého) IŘPI při Fakultě technologické. Dne 23. května 2006 se v budově FAI uskutečnila inaugurace a byl zvolen první děkan v historii této fakulty, prof. Ing. Vladimír Vašek, CSc.

## Vedení

### Seznam děkanů
- prof. Ing. Vladimír Vašek, CSc. (2006 - 2014)
- prof. Mgr. Milan Adámek, Ph.D. (2014–2022)
- doc. Ing. Jiří Vojtěšek, Ph.D. (od roku 2022)

### Kolegium děkana
- doc. Ing. Jiří Vojtěšek, Ph.D. - děkan FAI
- prof. Mgr. Milan Adámek, Ph.D. – rektor UTB
- doc. Ing. František Gazdoš, Ph.D. – ředitel Ústavu řízení procesů
- prof. Ing. Martin Hromada, Ph.D. – proděkan pro mezinárodní vztahy
- doc. Ing. Bc. Bronislav Chramcov, Ph.D. – proděkan pro tvůrčí činnost a doktorské studium
- prof. Mgr. Roman Jašek, Ph.D. – ředitel Ústavu informatiky a umělé inteligence
- Ing. Stanislav Kovář, Ph.D. – proděkan pro bakalářské studium a propagaci
- doc. Ing. Miroslav Maňas, CSc. – ředitel VTP-ICT
- Ing. Miroslav Matýsek, Ph.D. – ředitel Ústavu počítačových a komunikačních systémů
- Ing. Milan Navrátil, Ph.D. – ředitel Ústavu elektroniky a měření
- Mgr. Eva Navrátilová – Tajemník FAI
- doc. Mgr. Zuzana Pátíková, Ph.D. – ředitel Ústavu matematiky
- doc. Ing. Zdenka Prokopová, CSc. – proděkanka pro magisterské studium
- Ing. Tomáš Sysala, Ph.D. – předseda AS FAI
- prof. Ing. Vladimír Vašek, CSc. – proděkan pro spolupráci s průmyslem, ředitel Ústavu automatizace a řídicí techniky
- Ing. Jan Valouch, Ph.D. – ředitel Ústavu bezpečnostního inženýrství[2]

## Studijní programy
Fakulta nabízí třístupňový systém studijních programů zaměřených na inženýrskou informatiku, bezpečnostní systémy nebo informatiku v administrativě. Na tyto obory pak navazují magisterské programy s výběrem technického nebo manažerského zaměření studia. V doktorském stupni, jenž je nabízeno také v anglickém jazyce, lze vystudovat obory inženýrské informatiky a automatizovaného řízení.
Studijní programy se nabízejí v prezenční a také kombinované formě studia. Fakulta má své konzultační středisko v Praze, kde studují místní bakalářstí studenti.

## Ústavy

### Ústav informatiky a umělé inteligence
Ústav byl ustaven v roce 2010. Pracovníci se podílí na výuce teoretických předmětů ve všech studijních oborech studijního programu Inženýrská informatika jak v bakalářském tak i navazujícím magisterském studiu a částečně i studijního programu Bezpečnostní technologie, systémy a management. Ústav se současně podílí na doktorském studijním programu Inženýrská informatika. Vědecká činnost ústavu je zaměřena do oblastí evoluční výpočetní techniky, aplikace řízení v informatice, paralelních procesů a fraktální geometrie.

### Ústav automatizace a řídicí techniky
Vědecká a výzkumná činnost ústavu je zaměřena zejména na moderní metody automatického řízení, aplikace počítačových řídicích systémů, modelování technologických procesů s důrazem na použití matematických modelů k optimálnímu řízení procesů převážně realizovaných v rámci koželužského průmyslu, optimalizace zásobování teplem.
Za výzkum v oblasti modelování technologických procesů v rámci koželužského průmyslu získal pracovník ústavu významné ocenění „Rolex Award“ a několik pracovníků ústavu získalo Zlatou medaili na bruselské výstavě patentů.

### Ústav elektroniky a měření
Ústav vznikl v roce 2010 a jeho vědecká a výzkumná činnost pracovníků ústavu je zaměřena zejména do oblastí:
- Vývoj měřicích metod pro oblast ochrany elektroniky před rušivými vlivy elektromagnetických polí (EMC).
- Charakterizace elektromagnetických vlastností materiálů se zaměřením na leteckou techniku a ochranu avioniky ve složitém elektromagnetickém prostředí a širokém rozsahu frekvencí (mHz – 40 GHz).
- Senzorické systémy a jejich užití v průmyslu a bezpečnostních aplikacích.
- Využití pokročilých technologií (nanotechnologie) v oblasti molekulární elektroniky a ve vybraných bezpečnostních aplikacích.
- Otázky limitů strojů na zpracování informací, což souvisí se základními paradigmaty nově vznikajícího oboru informatické fyziky.
- Moderní metody univerzitní výuky.

### Ústav matematiky
Ústav zajišťuje výuku základních matematických disciplín pro všechny studijní obory na univerzitě.
V době vzniku UTB (2001) byl ústav matematiky přiřazen pod Fakultou technologickou. V roce 2006 se ústav matematiky stal součástí nově vzniklé Fakulty aplikované informatiky. Ústav matematiky (UM) zajišťuje výuku základních matematických disciplín pro všechny studijní obory na Fakultě technologické, Fakultě managementu a ekonomiky a Fakultě aplikované informatiky. Vědeckovýzkumná činnost ústavu je zaměřena do následujících oblastí: diferenciální rovnice, univerzální algebra, teorie svazů, numerická matematika – metoda konečných prvků, statistika.

### Ústav řízení procesů
Vědecká a výzkumná činnost pracovníků ústavu je zaměřena zejména do oblastí:
- Modelování, identifikace a adaptivního řízení technologických procesů s nelineárními vlastnostmi
- Aplikací moderních metod syntézy v návrhu řízení technologických procesů
- Decentralizovaných systémů řízení

### Ústav počítačových a komunikačních systémů
Výzkumné a výukové pracoviště s názvem Ústav počítačových a komunikačních systémů je zaměřeno na technický rozvoj moderních mobilních výpočetních a komunikačních prostředků a na vzájemnou konvergenci samostatných oborů. Projekty sdružují tři oblasti: „Grid Computing“, „Reconfigurable Systems“ a „Communication and Information Systems in Medical Care“. Výzkum v oblasti „Grid Computing“ je zaměřen na dosažení vysoké efektivity výpočtů spoluprací mnoha počítačů. Potřebný paralelismus činnosti s ohledem na nutné řešení datových závislostí úloh je řešitelný prostřednictvím síťového propojení při intenzívní vzájemné komunikaci počítačů spolupracujících na řešení úlohy. Pod oblast Grid Computing je zařazeno i využívání vysoce výkonných grafických procesorů pro výpočty obecného charakteru a programování vysoce paralelních výpočtů.

### Ústav bezpečnostního inženýrství
Pracovníci ústavu zajišťují výuku předmětů studijního oboru Bezpečnostní technologie, systémy a management. Obor je koncipován jako mezioborové studium, teoretický a aplikovaný základ studijního oboru tvoří studijní předměty elektrotechnického a informatického zaměření. Vědecká a výzkumná činnost pracovníků ústavu je zaměřena zejména do oblastí: biometrické ídentifikace, přístupových systémů, pokročilých autentizační prvků a systémů, psychosomatických vyšetřování osobnosti.

### Regionální výzkumné centrum CEBIA-Tech
V roce 2011 byl začleněn do struktury fakulty nový výzkumný ústav, na který fakulta získala dotaci 174 milionů korun. Nové výzkumné pracoviště vzniklo částečně ve stávajících prostorách Fakulty aplikované informatiky, částečně pak také v prostorách nového Vědeckotechnického parku ICT. Pracoviště CEBIA-Tech je výzkumné centrum s kvalitním přístrojovým vybavením pro výzkum v oblasti aplikací inženýrské informatiky, alternativních zdrojů energie a bezpečnosti. Ke klíčovým směrům realizovaných výzkumných a vývojových aktivit Centra patří zejména:
- Grid Computing a aplikace metod umělé inteligence
- Inteligentní výrobní systémy
- Inteligentní budovy
- Embedded systémy
- Vývoj malých mobilních datových a telekomunikačních sítí pro zásahové jednotky
- Vývoj systému pro detekci a analýzu nebezpečných látek s využitím THz frekvencí
- Vývoj technických postupů pro ochranu elektronických systémů proti rušení vnějšími i vnitřními elektromagnetickými poli
- Alternativní zdroje energie – biopaliva

## Věda a výzkum
V oblasti vědeckovýzkumné práce jsou nosnými směry výzkumu informační technologie, bezpečnostní technologie a řízení procesů. Mezi výzkumné aktivity pracovníků fakulty lze zahrnout metody umělé inteligence, softwarové inženýrství, matematické modelování technologických procesů s ohledem na jejich automatické řízení, monitorování a řízení technologických procesů, měřicí techniku a jiné.